# Ruimte (tijdschrift voor vrouwen in de beeldende kunst en architectuur)
Ruimte: voor vrouwen in de beeldende kunst en architectuur was van 1984 tot en met 1996 een tijdschrift voor vrouwen in de kunst.
Het was een voortzetting van de Nieuwsbrief SVBK van de Stichting Vrouwen in de Beeldende Kunst. Het was eerst een feministisch tijdschrift, maar ontwikkelde zich gaandeweg tot een minder politiek bewogen kunsttijdschrift, waarin vrouwelijke kunstenaars weliswaar nog altijd ruim aan bod kwamen. Het verscheen viermaal per jaar, het eerste nummer verscheen in 1984 en het laatste nummer in 1996.